# État islamique dans le Grand Sahara
L'État islamique dans le Grand Sahara (parfois désigné par le sigle EIGS ou sous le nom d’État islamique au Grand Sahara) est une organisation militaire et terroriste d'idéologie salafiste djihadiste, née le 15 mai 2015 d'une scission d'Al-Mourabitoune provoquée par l'allégeance d'un de ses commandants, Adnane Abou Walid al-Sahraoui, à l'État islamique deux jours auparavant. Abou Bakr al-Baghdadi, « calife » de l'État islamique, reconnaît officiellement cette allégeance le 30 octobre 2016.
En mars 2019, l'État islamique dans le Grand Sahara intègre l'État islamique en Afrique de l'Ouest. En mars 2022, le groupe obtient sa propre wilayat, revendiquant désormais ses opérations sous l'appellation de wilayat al-Sahel.
À la suite du décès d'Adnane Abou Walid al-Sahraoui le 17 août 2021, Abou al-Bara al-Sahraoui est nommé chef de la branche sahelienne de l'État islamique.

## Fondation
Adnane Abou Walid al-Sahraoui, a priori originaire du Sahara occidental, est un combattant djihadiste de longue date et était le porte-parole du MUJAO, un groupe essentiellement constitué d'Arabes du Mali.
Lorsque, le 22 août 2013, le MUJAO et les Signataires par le sang de Mokhtar Belmokhtar fusionnent pour former un nouveau groupe djihadiste, Al-Mourabitoune, Adnane Abou Walid Al-Sahraoui reste un des commandants les plus importants de ce dernier.
Toutefois, le 13 mai 2015, Adnane Abou Walid Al-Sahraoui annonce dans un communiqué que, au nom d'Al-Mourabitoune, il prête allégeance à l'État islamique,,,,. Deux jours plus tard, Mokhtar Belmokhtar dément cette allégeance d'Al-Mourabitoune à l'EI en arguant que le communiqué d'Al-Sahraoui « n'émane pas du Conseil de la Choura »,.
Adnane Abou Walid Al-Sahraoui fait alors sécession et baptise son groupe « État islamique dans le Grand Sahara ». Ce n'est toutefois que plus d'un an après, le 30 octobre 2016, que l'État islamique reconnaît officiellement l'allégeance du groupe d'Al-Sahraoui,,.

## Relations avec les groupes affiliés à al-Qaïda
Contrairement à d'autres régions, les relations entre l'État islamique et al-Qaïda ne seraient pas conflictuelles au Sahel. En janvier 2016, Djamel Okacha, le chef d'AQMI au Sahel, donne une interview au site d'information mauritanien Al-Akhbar dans laquelle il déplore l'allégeance d'Al-Sahraoui à l'État islamique mais affirme que « les contacts ne sont pas rompus »,,,.
En janvier 2018, Amar, le porte-parole de l'EIGS assure qu'au Sahel l'ensemble des djihadistes affiliés à l'État islamique et à al-Qaïda « luttent ensemble » et « se donnent la main » contre les forces du G5 Sahel et l'armée française.
Le secrétaire général de l'ONU, António Guterres, affirme également dans un rapport rendu public le 6 janvier 2018, que la MINUSMA « a reçu des informations » selon lesquelles l'État islamique dans le Grand Sahara et le Groupe de soutien à l'islam et aux musulmans « agissaient en parallèle et probablement en collaboration ».
Selon Jeune Afrique, Adnane Abou Walid al-Sahraoui et Iyad Ag Ghali, le chef du Groupe de soutien à l'islam et aux musulmans, se seraient même rencontrés dans la région de Kidal au début du mois de décembre 2017.
Selon le général Bruno Guibert, ancien commandant en chef de la force Barkhane, l'État islamique dans le Grand Sahara et le Groupe de soutien à l'islam et aux musulmans sont « deux mouvances concurrentes sur le terrain, qui peuvent nouer ponctuellement des alliances opportunistes. […] Pour autant, des divergences de fonds persistent entre l'EIGS et ag Ghali. Notamment dans le rapport aux populations locales. Le premier pratique la prédation brutale, à l'inverse de la tactique d'enracinement préconisée par le second ».
Vers fin 2019 et début 2020, plusieurs membres de la katiba Macina et un lieutenant d'Amadou Koufa font défection en faveur de l'État islamique ce qui a provoquée des affrontements entre les deux groupes, notamment dans les environs de Dongo, dans le Cercle de Youwarou, le 9 ou le 10 janvier,,,,.
Le second de l'EIGS, Abdoul Hakim Al-Sahraoui aurait exigé d'Amadou Koufa un dédommagement pour la perte de plusieurs combattants au cours d'affrontements entre les deux groupes rivaux. Cette offre de réconciliation a été rejetée par le Groupe de soutien à l'islam et aux musulmans, ce qui a entraîné la reprise des combats entre les deux formations.
L'année 2020 marque la rupture entre le Groupe de soutien à l'islam et aux musulmans (GSIM), lié à al-Qaïda, et l'État islamique dans le Grand Sahara (EIGS), qui entrent en guerre ouverte après des années de coexistence pacifique,. La montée en puissance de l'État islamique au Sahel, la défection en sa faveur de combattants de la katiba Macina dans la région de Mopti et l'annonce de l'ouverture de négociations entre le gouvernement malien et le GSIM provoquent le début des hostilités,.
Les premières escarmouches éclatent début janvier à Mondoro, à Dongo et dans le Cercle de Youwarou, dans la région de Mopti, au centre du Mali,. Les affrontements les plus importants ont lieu en mars et avril dans la région de Mopti, où le GSIM mène plusieurs raids nocturnes,.
Début avril, plusieurs dizaines de combattants sont tués à Dialloubé.
Le 1er juin, des combats ont lieu dans la région de Gao. Le 7 mai, le point de non-retour est atteint lorsqu'Al-Naba, le magazine de propagande de l'État islamique, qualifie Iyad Ag Ghali et Amadou Koufa d'« apostats » et les accuse de trahison pour avoir accepté de négocier avec le gouvernement du Mali,.
Les combats se succèdent. Le 11 juin, 13 hommes du GSIM et sept de l'EIGS sont tués à Détembé, à la frontière du Niger et du Burkina Faso. Le 28 juillet, 14 hommes de l'EIGS sont tués et quatre capturés par le GSIM près de la ville malienne de Ndaki, non loin de la frontière avec le Burkina Faso.
Dans l'ensemble, le GSIM prend l'avantage, surtout dans le centre du Mali et demeure la force djihadiste dominante au Mali, mais l'État islamique se maintient dans la zone des trois frontières,.
Mais en février 2022, malgré la fin généralisée des hostilités entre l'État islamique au grand Sahara et le Groupe de soutien à l'islam et aux musulmans (JNIM), Al-Qaïda lance une offensive contre l'État islamique dans la région de Gao, autour de la commune de Tessit. Cette campagne militaire a pour but de chasser l'EIGS de son sanctuaire du Gourma malien,.
Pour soutenir l'offensive, Al-Qaïda fait venir des hommes du Burkina Faso voisin et du centre du Mali. Le 3 février, les combattants du JNIM occupent et contrôlent toute la vallée de Tandarewale.
Le 4 février 2022 au soir, un affrontement éclate entre le JNIM et l’EIGS à Fitili. En sous-nombre, l’EIGS se retire plus à l’Est. Le 5 février, sur le front nord de Tessit, un autre groupe de combattants du JNIM attaque le village de Toubani où il tue 4 civils de la communauté peule, accusés de collusion avec l’EIGS. Le JNIM enlève le chef du village et pille tout le bétail.
Confiant, Al-Qaida rentre dans le village de Kala, dans la commune de Tessit. Il brûle les boutiques des villageois et donne un ultimatum de 48 heures à la population locale pour quitter leur village. Le soir même, un affrontement se produit à l'ouest de Hourara. Le JNIM a l'avantage, gagne l'affrontement et emporte des motos et de l'armement. Plusieurs blessées sont comptabilisés dans les rangs de l'EIGS. Pour mieux s'installer dans la région, le Groupe de soutien à l'islam et aux musulmans ordonne aux civils de nombreux villages, soupçonnés de soutenir l'EIGS, de partir sous peine d'être exécutés.
Cependant, l'EIGS fait venir des renforts du Burkina Faso et du Niger et lance une offensive massive le 14 février contre les positions perdues par Al-Qaïda. En quelques jours, l'EIGS réussit à reprendre la majorité du territoire capturé par le JNIM. Selon Wassim Nasr, les civils présents sur place payent un lourd tribut car les deux protagonistes commettent des meurtres sur les civils soutenant le groupe adverse,,.
Les combats, d'une rare intensité, provoquent le déplacement de plus de 160 familles selon le décompte de plusieurs ONG locales. De nombreux civils ont donc pris la route vers Ansongo, Gao, ou le Niger voisin pour se mettre à l’abri. Plus de 40 civils sont tués dans les combats,.
En mai 2022, l'État islamique dans le Grand Sahara signe un traité de paix avec le Groupe de soutien à l'islam et aux musulmans, affilié à Al-Qaida. L'accord porte sur une paix et un désengagement entre les deux organisations, dans certaines parties du Niger et du Burkina Faso afin d'éviter les tensions et les conflits entre "moudjahidines".

## Organisation, effectifs et zone d'implantation

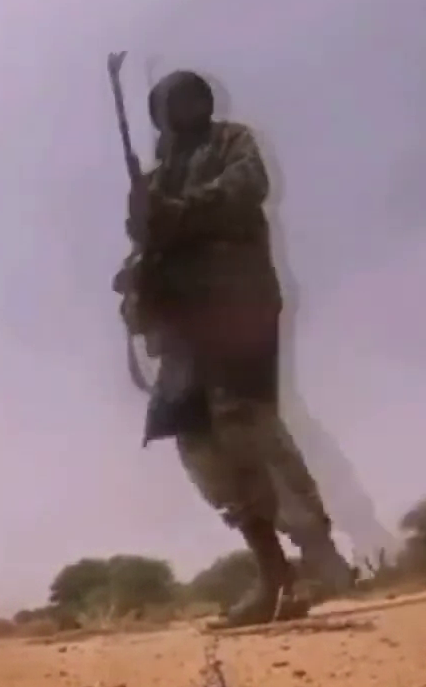
Un combattant de l'EIGS filmé pendant l'embuscade de Tongo Tongo.

### Commandants
Le groupe a été fondé et est dirigé par Adnane Abou Walid al-Sahraoui qui est tué par l'armée française selon une annonce du 15 septembre 2021.
Le numéro 2 du groupe est Yoro Abdeslam, dit Abdel Hakim al-Sahraoui,. Le 12 mai 2020, il est déclaré grièvement blessé au cours d'affrontements fratricides avec le Groupe de soutien à l'islam et aux musulmans dans la région du Soum. Malade, il meurt le 23 mai 2021, de causes naturelles,,.
Parmi ses autres commandants figurent Doundoun Chefou, Illiassou Djibo alias Petit Chafori (ou Djafori), ; Mohamed Ag Almouner, dit « Tinka », tué par l'armée française le 26 août 2018,,,, ; et Almahmoud Ag Baye, dit « Ikarey », tué le 15 juin 2021 par les forces franco-nigériennes au sud-ouest de Ménaka. Deux autres chefs, Rhissa al-Sahraoui et Dadi Ould Cheghoub, dit Abou Darda, sont capturés par l'armée française le 16 juin 2021.
Dans la nuit du 11 au 12 juin 2022, Oumeya Ould Albakaye, un haut commandant de l'EIGS, un temps pressenti pour succéder à al-Sahraoui, est capturé par les Français près de Tessit.
En juillet 2023, Oumeya Ould Albakaye et Dadi Ould Cheghoub, dit Abou Dardar, sont relâchés par la junte malienne, ainsi que quelques combattants de l'EIGS. L'objectif de la junte malienne serait alors d'obtenir une trêve avec l'État islamique dans le Grand Sahara.
Le djihadiste Sahraoui Abou Houzeifa, dit « Higo » ou « Hugo », ancien membre du MUJAO et haut responsable de l'EIGS, est tué dans une opération de l'armée malienne et du MSA le 28 avril 2024, dans la localité de Tassoubarat, au sud-est d'Indélimane, dans la région de Ménaka,,. Sa tête avait été mise à prix par les États-Unis à 5 millions de dollars pour son implication dans l'embuscade de Tongo Tongo,,.
Le 16 décembre 2024, l'armée malienne revendique la capture d'un chef de l'EIGS, Ahmad Ag Ditta.

### Effectifs
Début 2017, Marc Mémier, chercheur à l'Institut français des relations internationales (IFRI), estime que l'État islamique dans le Grand Sahara compte quelques dizaines d'hommes — sans compter les sympathisants — pour la plupart des Maliens de la région de Gao. Fin 2015, RFI indique quant à elle que l'effectif du groupe s’élèverait à une centaine.
Selon un rapport du Combating Terrorism Center (CTC) de West Point, l'EIGS compterait 425 combattants en août 2018.
En 2021, le groupe compterait 1 000 combattants.
Le 14 mars 2022, l'État islamique dans le Grand Sahara publient des photographies montrant plusieurs centaines d'hommes prêtant allégeance au nouveau calife de l'État islamique.
En 2024, un rapport de l'ONU donne une estimation de 2 000  à   3 000 combattants.

### Zone d'implantation et base ethnique

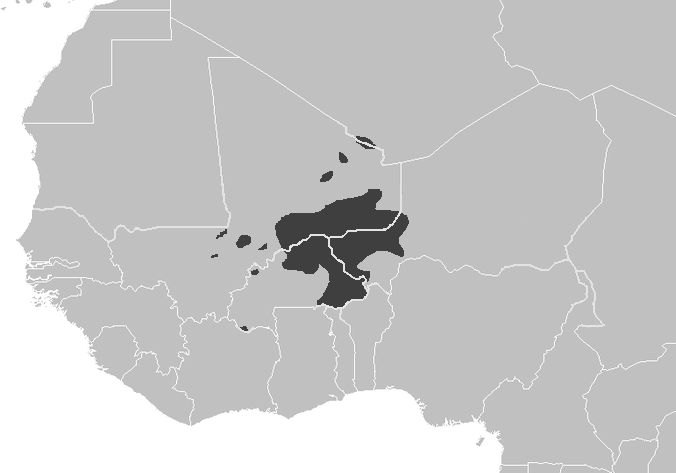
Zones d'actions de l'État islamique dans le Grand Sahara.

L'État islamique dans le Grand Sahara est principalement actif au sud-ouest du Niger, dans la région de Tillabéri, au sud-est du Mali, dans la région de Ménaka et au nord du Burkina Faso, dans les régions de Soum et d'Oudalan. Cette région prend alors le nom de « zone des trois frontières ».
Comme pour les autres groupes armés au Sahel, djihadistes ou non, l'EIGS s'inscrit dans une dynamique largement communautaire. Une large partie de ses combattants sont ainsi des Peuls.
Au Mali, ces derniers sont pour la plupart des ressortissants nigériens que les sécheresses et la poussée démographique des paysans zarmas et haoussas, qui s'exerce du sud vers le nord, ont rejetés du côté malien de la frontière.
Adnane Abou Walid al-Sahraoui gagne le soutien de nombreux membres de cette communauté en promettant de les protéger contre les razzias et les vols de bétails menés par les Touaregs, à commencer par les Dahoussahak.
Cependant l'EIGS compterait des membres des deux communautés. Ainsi, à l'heure actuelle, les combattants de l’EIGS se diviseraient entre deux katibas (unités combattantes), l’une composée principalement de Daoussahak et l’autre de Peuls.
En janvier 2020, l'État islamique s'implante dans les environs de Nampala, dans la région de Mopti, avec le ralliement d'une soixantaine de combattants ayant fait défection de la katiba Macina et qui prêtent allégeance à l'État islamique dans une vidéo,.
Au début de l'année 2021, le groupe djihadiste étend son emprise dans le nord du Niger vers Tillia. Les djihadistes, le 2 mai 2021 coupent la main et le pied à trois bandits de grand chemin, sur une place de marchée bondée au Mali, une première depuis 2012.
Crisis group affirme dans un rapport le 29 avril 2021, que l'EIGS serait en train de s'implanter de plus en plus au sud ouest du Niger, entre Maradi et Dogondoutchi. À partir de cette base, l'EIGS serait en train de s'implanter au Nigeria dans la province de Sokoto, Zamfara et Katsina.
Selon le président du Niger Mohamed Bazoum, l’État islamique s’est grandement renforcé au Burkina Faso mais surtout au Mali, le groupe a mené une offensive sur Ménaka en mars 2022 qui s’est soldé par une victoire quasi-total du groupe. Selon Bazoum, l’EIGS prend de l'ampleur, en remportant bataille sur bataille contre les mouvements touaregs et le GSIM, accumulant un butin considérable et affaiblissant durablement le GSIM dans la région de Menaka.
Toujours selon le président Bazoum, malgré les massacres de l’EIGS commis contre les populations fidèles aux mouvements indépendantistes touaregs, le groupe augmente significativement son recrutement parmi la population touareg et chez les douassaks. Cependant, la base de l'EIGS reste composée de peul, avec un commandement supérieur d’ethnie arabe.

### Communication
Initialement, l'État islamique dans le Grand Sahara a sa propre production médiatique, non relayée par l'appareil de propagande de l'État islamique.
Cela change à partir de mars 2019, où les attaques de l'État islamique dans le Grand Sahara sont désormais revendiquées sous le label de l'État islamique en Afrique de l'Ouest.
Les deux branches demeurent cependant séparées territorialement et l'hypothèse d'une subordination de l'EIGS à l'EIAO n'est pas certaine.
Le 15 février 2022, à la suite de la mort du calife de l'État islamique, Abou Ibrahim al-Qurayshi, toutes les branches de l'État islamique renouvellent leur loyauté au nouveau calife, Abou al-Hassan. L'État islamique dans le grand Sahara a publié plusieurs photographies montrant plusieurs centaines d'hommes prêtant allégeance a l'organisation,.
Le mercredi 23 mars 2022, l'État islamique revendique une attaque contre la garnison de Tessit, plusieurs soldats maliens sont tués et de l'équipement militaire est capturés. L'attaque est revendiquée pour la première fois par l'appellation de "Wilayat Al-Sahel -Mali", au lieu de "Wilayat Gharb Ifriqiyah" (État islamique en Afrique de l'ouest),.

## Actions

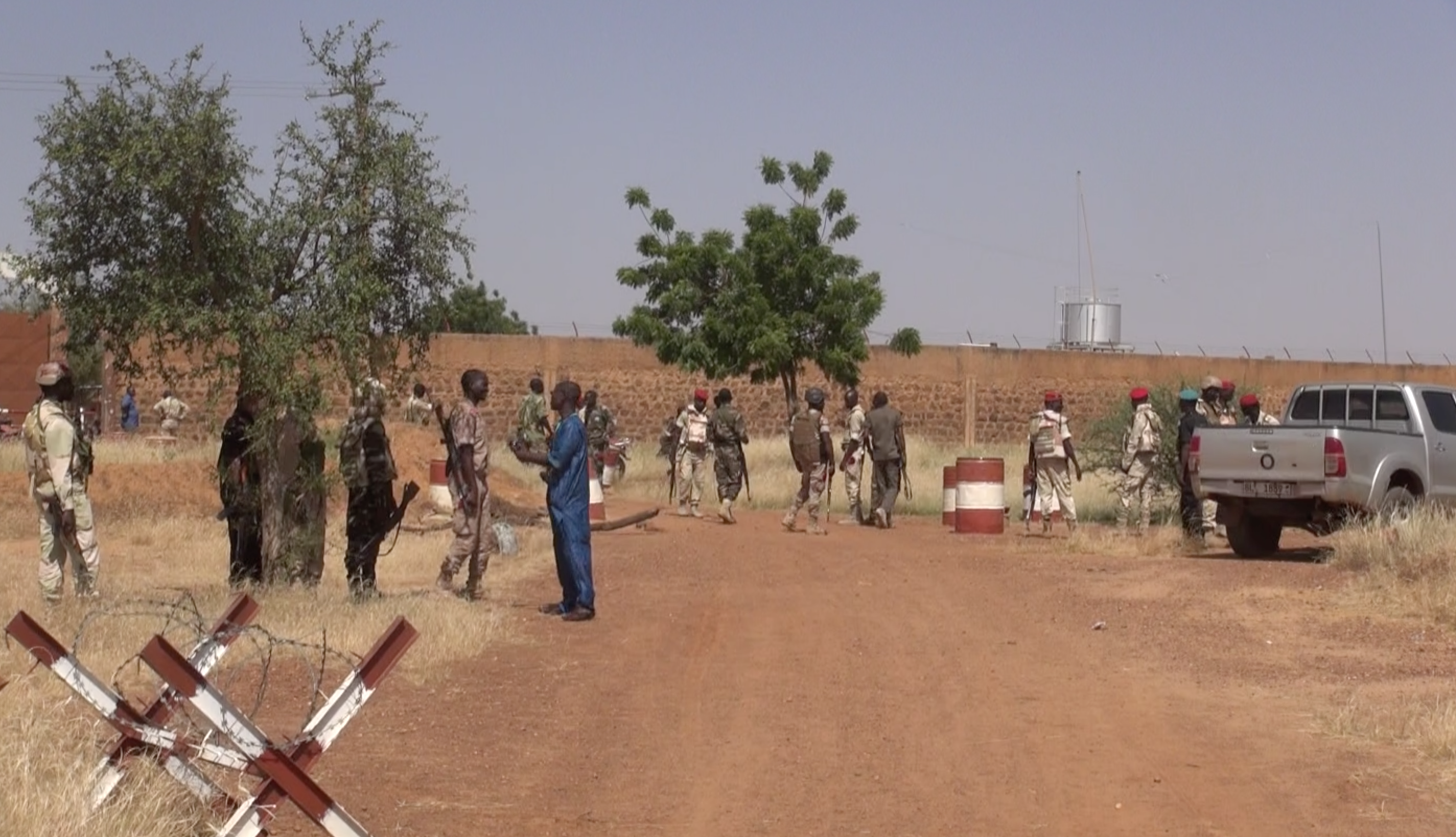
La prison de Koutoukalé, au Niger, quelques heures après l'attaque de l'EIGS.

Après l'allégeance à l'EI en mai 2015, alors toujours pas reconnue par cette dernière, le groupe ne se manifeste plus et ce n'est que le 3 septembre 2016 qu'il revendique une attaque, celle lancée deux jours plus tôt sur un poste de douane à Markoye, au Burkina Faso par un petit groupe de deux ou quatre djihadistes attaque (un douanier et un civil tués),,.
Puis deux autres attaques sont revendiquées : le 12 octobre, sur Intangom (quatre soldats burkinabés tués),, ; le 17 octobre, celle menée par une dizaine de combattants sur la prison de Koutoukalé, près de Niamey (Niger) qui échoue (un djihadiste est tué).
Le 24 février 2017, l'EIGS revendique l'attaque de Tilwa menée le 22 février contre l'armée nigérienne, et le groupe affirme que l'opération a été directement organisée et commanditée par Al-Sahraoui.
Le 1er juin 2017, après une attaque contre un poste de militaire à Abala, au Niger, les djihadistes de l'État islamique se replient au Mali. Mais ils sont alors attaqués par l'armée malienne, l'armée française mais aussi les miliciens touaregs du GATIA et du MSA.
En effet, alors que l’État malien reste absent d’une grande partie du Nord du pays, les autorités nigériennes comme les militaires français commencent à collaborer avec des groupes politico-militaires implantés au Mali, notamment le GATIA et le Mouvement pour le salut de l’Azawad (MSA) pour sécuriser la frontière entre le Mali et le Niger. Mais, en dépit de succès militaires ponctuels, le recours à ces groupes à base ethnique (Touareg imghad pour le GATIA, Dahoussahak pour le MSA) contre l'EIGS plonge la région dans un violent cycle de représailles intercommunautaires qui menace d’embraser la région, voire facilite le recrutement du groupe jihadiste, notamment auprès des Peuls.
Adnane Abou Walid Al-Sahraoui, pour sa part, diffuse une missive accusant les Touaregs de ces deux communautés d'être les complices de la France et du Niger et menaçant les chefs du MSA et du GATIA, Moussa Ag Acharatoumane et El Hadj Ag Gamou,.
Le groupe revendique également l'embuscade de Tongo Tongo, dans laquelle quatre militaires nigériens et quatre militaires américains trouvent la mort le 4 octobre 2017,,.
Au Burkina Faso, en avril 2018, l'État islamique dans le Grand Sahara revendique également l'assassinat du maire de Koutougou et l'enlèvement d'un maître d'école à Nassoumbou, dans la région du Soum ; le porte-parole du groupe, Amar, déclare que « tous ceux qui enseignent en français seront combattus »,.
Affaibli début 2019, l'État islamique dans le Grand Sahara remonte en puissance au cours de l'année. Il mène alors une série d'attaques meurtrières dans la zone des trois frontières avec l'embuscade de Baley Beri le 14 mai 2019 (28 militaires nigériens tués), l'attaque de Koutougou le 19 août 2019 (24 militaires burkinabés tués), l'attaque d'Indelimane le 1er novembre 2019 (49 militaires maliens tués), l'attaque d'Inatès le 10 décembre 2019 (71 militaires nigériens tués), l'attaque d'Arbinda le 24 décembre 2019 (7 militaires burkinabés et 35 civils tués) et l'attaque de Chinégodar le 9 janvier 2020 (89 militaires nigériens tués). L'État islamique revendique également une attaque au véhicule piégé, commise le 9 février 2020 contre une base de l'armée algérienne à Bordj Badji Mokhtar, et dans laquelle un militaire algérien trouve la mort.
L'organisation multiplie les massacres en mars 2021 dans la région frontalière entre le Niger et le Mali, tuant plus de 200 personnes en l'espace d'une semaine : 66 civils revenant du marché de la ville de Banibangou le 15 mars, 33 militaires dans une embuscade à Tessit le même jour, et 137 civils dans la région de Tahoua au cours d’un raid mené par des dizaines d’hommes armés allant de village en village le 21 mars. L'EIGS justifie ces massacres en affirmant que des communautés locales travaillent avec les gouvernements de la région pour constituer des milices.
Début mai 2021, trois voleurs sont amputés d'une main ou d'une jambe à Tin-Hama, dans la région de Gao, au Mali, par des hommes de l'EIGS,,. Il s'agit alors de la première fois depuis 2012 que des djihadistes appliquent au grand jour des châtiments liés à la charia.
En mars 2022, à la faveur du retrait des troupes françaises de l'opération Barkhane du Mali, l'État islamique au Grand Sahara entame une montée en puissance significative et lance une offensive contre les factions du GATIA et du MSA dans la région de Ménaka. Plusieurs dizaines à centaines de miliciens sont tués au cours des combats et un nombre important de civils touaregs sont exécutés pour leur soutien présumé aux indépendantistes du CSP. L'EIGS domine alors de vastes pans de territoires dans les régions de Ménaka et Gao et prend le contrôle de l'ensemble des localités jouxtant la frontière avec le Niger.
Le 4 juin 2022, une coalition regroupant des combattants du MSA et des soldats de l'unité GTIA-8 de l'armée malienne tente d'évincer l'État islamique de la ville stratégique d'Andéramboukane mais essuie une cuisante défaite face aux jihadistes qui embusquent leur convoi, tuant une quarantaine de miliciens et de militaires et emportant de conséquentes prises de guerre. Moussa Ag Acharatoumane, secrétaire-général du MSA et El-Hadj Ag Gamou, général de division touareg à la tête du régiment GTIA-8, échappent de peu à l'embuscade, le second ressortant grièvement blessé de l'affrontement.
Le 7 août 2022, poursuivant son expansion dans le Gourma, l'État islamique attaque avec succès le camp militaire de Tessit, tuant quarante-deux soldats des forces armées maliennes. Cela constitue le bilan le plus lourd pour les militaires maliens depuis les attaques d'Indélimane et de Tabankort en 2019, elles-aussi orchestrées par la province sahélienne de l'EI,.
Le 10 février 2023, au Niger, au moins dix-sept soldats nigériens sont tués et douze autres portés disparus à l'issue d'une attaque menée par des jihadistes de l'État islamique dans les environs de la localité d'Intagamey, dans la province du Tillabéri, non loin de la frontière malienne.
Le 17 février 2023, au Burkina Faso, à Tin-Ediar dans la province de l'Oudalan, des combattants de l'État islamique au Sahel accrochent une colonne de l'armée burkinabè, causant la mort d'une cinquantaine de militaires au moins. Le 24 février, l'organisation jihadiste, par le biais de son agence de propagande Amaq, revendique l'attaque et publie des images exhibant les dépouilles de cinquante-quatre soldats et la capture de cinq autres.
Le 20 février, dans les environs de Tin-Akoff, au moins dix-neuf soldats burkinabès sont tués et une dizaine d'autres portés disparus aux termes d'un assaut attribué à l'État islamique. Ce bilan, provisoire, combiné à celui de l'attaque de Tin-Ediar, porte la totalité du nombre de militaires burkinabès tués à au moins cent au cours de cette semaine particulièrement sanglante pour les forces de défense du pays. Le 17 mars, l'État islamique revendique l'attaque et publie des images dépeignant la prise de la base militaire de Tin-Akoff par ses combattants.

## Crimes de guerre
L'État islamique dans le Grand Sahara est le plus violent des groupes djihadistes au Sahel et commet de nombreuses exactions. Le 25 juillet 2017, au moins quatre civils touaregs du groupe des Imghad, dont un enfant, sont assassinés à Intessikite, à une quarantaine de kilomètres de la ville de Ménaka, par des hommes suspectés de faire partie de l'EIGS. Le groupe est également accusé d'être responsable de la mort de quatre civils à Inwelane, dans la commune de Talataye, en février 2018,,. En mai 2018, l'EIGS revendique trois assassinats au Mali.
À partir de 2018, les tueries se multiplient avec notamment les massacres d'Aklaz et Awkassa (les 26 et 27 avril 2018), les massacres de Tinabaw et Tabangout-Tissalatatene (les 11 et 12 décembre 2018) et les massacres de Taghatert et Inekar-Ouest (le 15 janvier 2019), pendant lesquels près de 150 civils touaregs daoussahak sont tués.
Le 9 août 2020, six travailleurs humanitaires français, leur guide et leur chauffeur nigériens sont assassinés lors de l'attaque de Kouré. L'EIGS est également soupçonné d'être responsable des massacres de Tchoma Bangou et Zaroumadareye (environ 100 civils nigériens tués le 2 janvier 2021), du massacre de Darey-Daye (66 civils nigériens tués le 15 mars 2021), du massacre de Tillia (137 civils touaregs tués le 21 mars 2021), et des massacres de Karou, Ouattagouna, Daoutegeft et Dirga (au moins 51 civils maliens tués le 8 août 2021),.
D'après la ministre française des Armées Florence Parly, l'EIGS serait responsable de la mort de 2 000  à   3 000 civils au Mali, au Niger et au Burkina Faso, de 2015 à 2021.

## Financements
Les djihadistes se financent grâce aux trafics dans la région, particulièrement l'or. L'exploitation de l'or dans la région rapporterait plus de 4,5 milliards de dollars annuellement. Les djihadistes profiteraient du trafic pour se financer, recruter, et s'implanter dans la région.
Le trafic d'armes est une source de financement pour les groupes djihadistes. L'impôt islamique (zakat) profite aussi aux groupes armées terroristes.
Selon une étude réalisée en 2019 par l'Institut d'études de sécurité (ISS Africa), les groupes djihadistes sahéliens s'autofinancent grâce à des trafics locaux, comme le trafic d'armes, à une forme d'impôt sur le bétail et à l'exploitation artisanale de l'or.